# Дейли (лунный кратер)
Кратер Дейли (лат. Daly), не путать с кратером Дейл (лат. Dale) и кратером Дейли на Марсе, — маленький ударный кратер в восточной экваториальной области видимой стороны Луны. Название присвоено в честь канадского геолога Реджиналда Дейли (1871—1957) и утверждено Международным астрономическим союзом в 1973 г. 

## Описание кратера

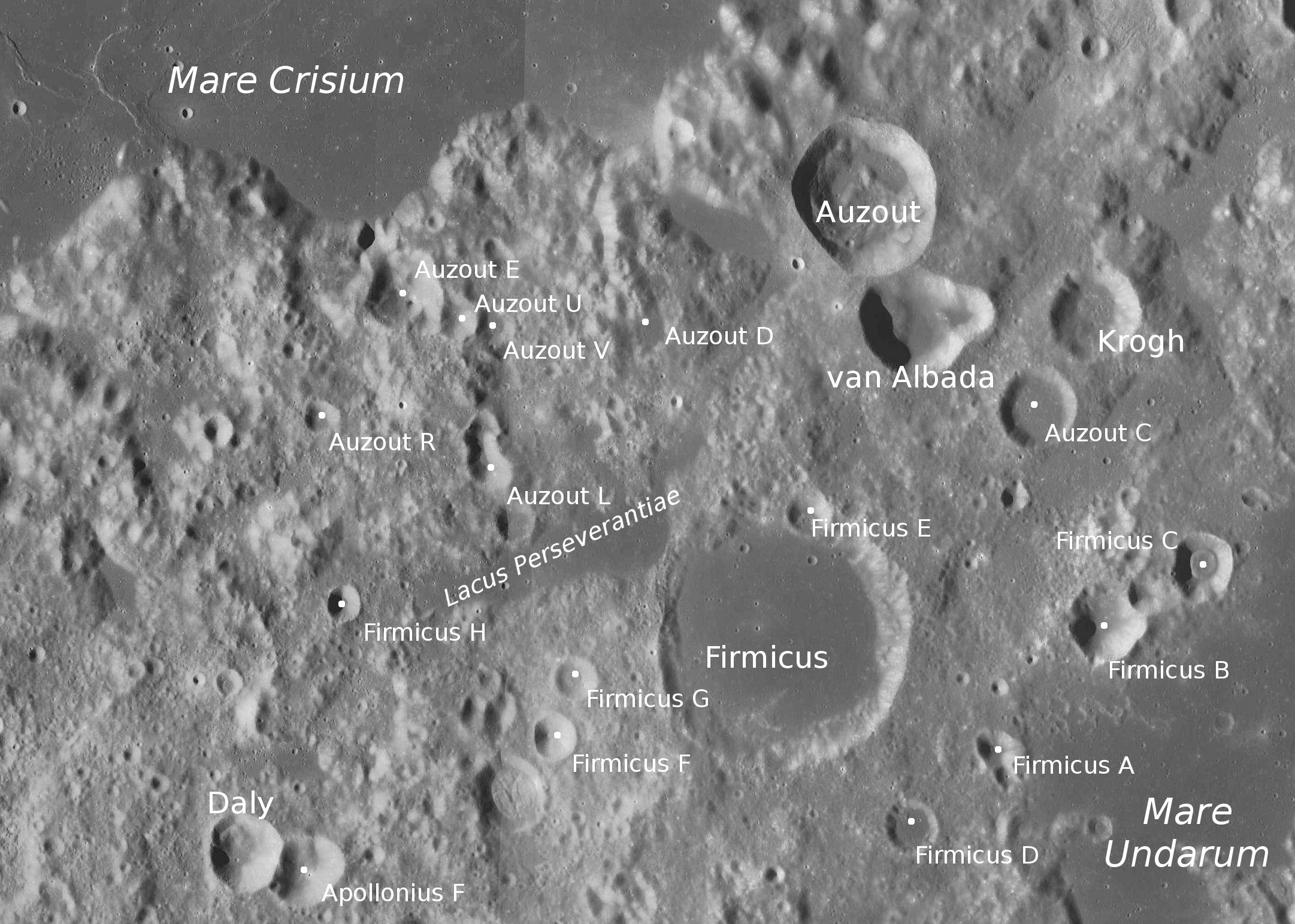
Окрестности кратера Дейли. Снимок зонда Lunar Reconnaissance Orbiter.

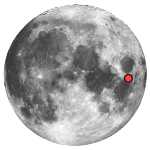
Месторасположение кратера

Ближайшими соседями кратера являются кратер Бомбелли на западе; кратер Шепли на северо-западе; кратер Фирмик на востоке-северо-востоке; кратер Аполлоний на юго-востоке и кратер Картан на юге. Окрестности кратера изобилуют интересными деталями лунного рельефа. На севере от кратера Дейли находится Море Кризисов, на северо-востоке Озеро Настойчивости, на востоке Море Волн, на юго-востоке Море Пены, на юге Залив Успеха, на юго-западе Море Изобилия. Селенографические координаты центра кратера 5°44′ с. ш. 59°30′ в. д. / 5,74° с. ш. 59,5° в. д., диаметр 15 км, глубина 2,86 км.
Кратер имеет полигональную форму, в северо-западной части находится небольшой выступ, своей восточной частью кратер Дейли перекрывает сателлитный кратер Аполлоний F. Вал кратера незначительно разрушен, внутренний склон вала шире в южной части по сравнению с северной. Высота вала над окружающей местностью достигает 730 м. Дно чаши кратера сравнительно ровное, без приметных структур. На севере-северо-востоке от кратера находится озероподобная область с низким альбедо, не имеющая официального наименования. 
До получения собственного названия в 1973 г кратер Дейли именовался сателлитным кратером Аполлоний P.

## Сателлитные кратеры
Отсутствуют.